# Miracle grec
Miracle grec est une expression définissant le Ve siècle av. J.-C. de l'histoire grecque antique, également appelé « Siècle de Périclès », qui connut de grandes avancées intellectuelles, sociétales et culturelles,. 
L'expression est apparue en 1883 sous la plume d'Ernest Renan. Il l'emploie dans un passage d'une autobiographie où il raconte son premier voyage en Grèce et l'impression que lui fit l'Acropole. Pour cela il met en parallèle le « miracle juif » et le « miracle grec » : 

« Depuis longtemps je ne croyais plus au miracle, dans le sens propre du mot, cependant la destinée unique du peuple juif, aboutissant à Jésus et au christianisme, m'apparaissait comme quelque chose de tout à fait à part. Or voici qu'à côté du miracle juif venait se placer pour moi le miracle grec, une chose qui n'a existé qu'une fois, qui ne s'était jamais vue, qui ne se reverra plus, mais dont l'effet durera éternellement, je veux dire un type de beauté éternelle, sans nulle tache locale ou nationale. »

— Ernest Renan, Souvenirs d'enfance et de jeunesse
Cette notion est aujourd'hui considérée comme dépassée par l'historiographie.

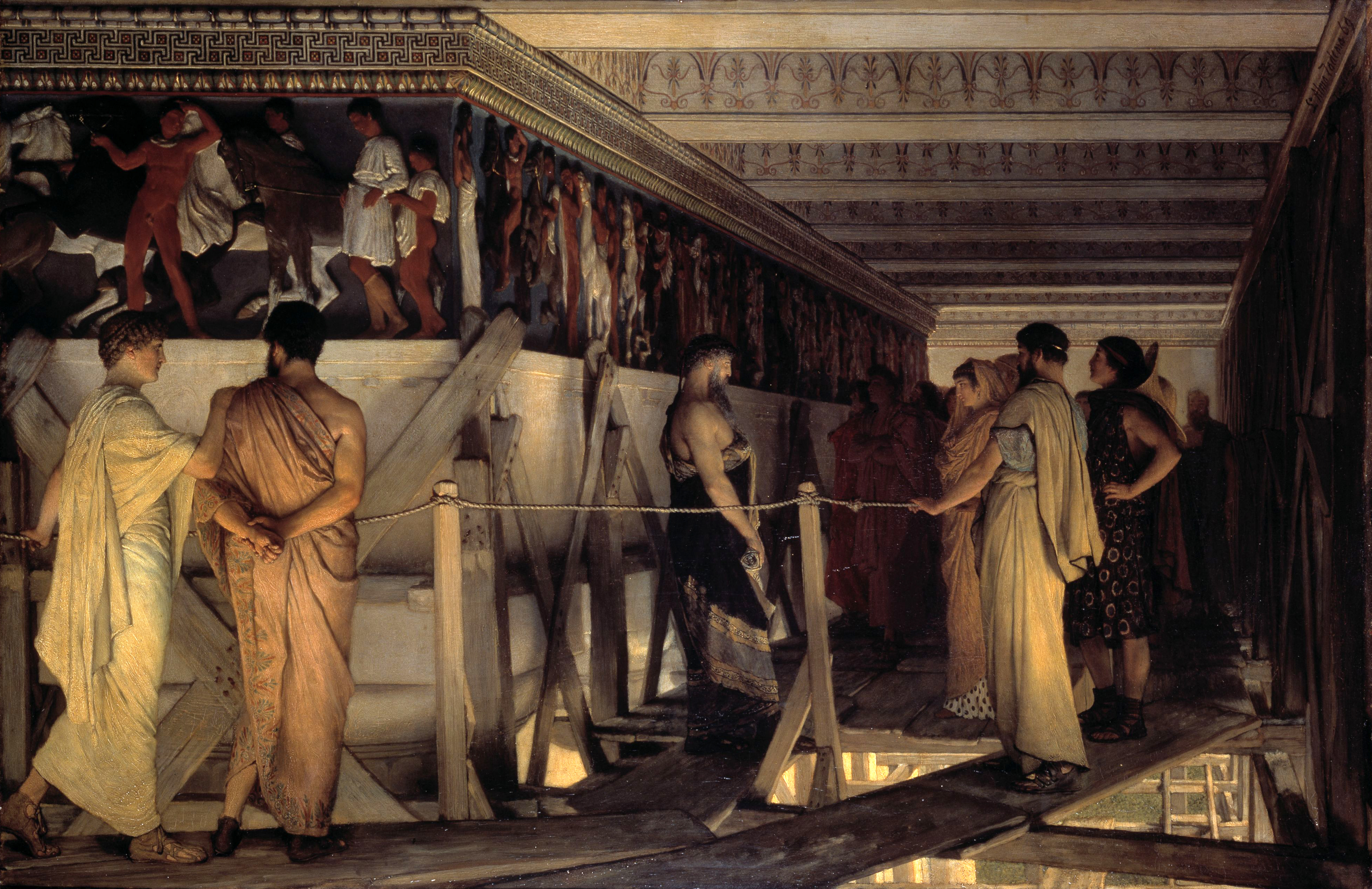
Phidias montre à ses amis la frise ionique du Parthénon, par Lawrence Alma-Tadema (1868). Socrate et Alcibiade sont à gauche du tableau.

## Descriptif
Cette période voit le développement de la philosophie par les présocratiques, la construction du Parthénon d'Athènes, l'émergence d'œuvres historiques et littéraires profondément novatrices (Eschyle, Hécatée de Milet, Hérodote, Sophocle, Euripide…), le renouvellement des codes esthétiques par le sculpteur Phidias, l'évolution de l'idée de démocratie avec l'orateur Périclès et une multiplication des cités et des échanges maritimes le long des côtes de la Méditerranée et de la mer Noire,. Il est cependant à noter que de nombreuses innovations grecques sont en réalité exogènes, comme la monnaie originaire en fait de Lydie.
Dès la deuxième moitié du XIXe siècle, Numa Denis Fustel de Coulanges expliquait que les anciens Grecs formaient un peuple aux coutumes étrangères à celles de l'époque contemporaine, et que les comparer aux sociétés actuelles revient généralement à plaquer des pensées modernes sur des faits passés qui leur sont très différentes.